# Sarons ros och gubbarna i Knohult
Sarons ros och gubbarna i Knohult är den andra kavalkadfilmen om Åsa-Nisse från 1968 i regi och klippning av Åke Olsson.

## Om filmen
Efter att Svensk Talfilm tappade rättigheterna till Åsa-Nisse beslöt man att producera två filmer av klipp från tidigare filmer. Sarons ros och gubbarna i Knohult är den andra kavalkadfilmen med Åsa-Nisse, där den första var Dessa fantastiska smålänningar med sina finurliga maskiner.
Filmen består av klipp med avsnitt från fem tidigare filmer. Den premiärvisades 16 april 1968 i biograf Park i Hässleholm.

## Roller[5]
- John Elfström - Åsa-Nisse
- Artur Rolén - Klabbarparn
- Brita Öberg - Eulalia, Åsa-Nisses käring
- Mona Geijer-Falkner - Kristin, Klabbarparns käring
- Gustaf Lövås - Sjökvist, handelsman

## Filmen består av klipp från följande filmer[6]
- 1955 – Åsa-Nisse ordnar allt
- 1959 – Åsa-Nisse jubilerar
- 1964 – Åsa-Nisse i popform
- 1960 – Åsa-Nisse som polis
- 1961 – Åsa-Nisse bland grevar och baroner